# 拉胡庫塔克山
10°00′34″S 77°10′36″W / 10.00944°S 77.17667°W
拉胡庫塔克山（Raju Cutac），是秘魯的山峰，位於該國北部安卡什大區，由博洛涅西省的阿基亞區負責管轄，屬於布蘭卡山脈的一部分，海拔高度5,355米。